# Ateliers Pinton
Pour les articles homonymes, voir Pinton.
Les Ateliers Pinton (Manufacture privée Pinton) ont été créés en 1867 dans la commune de Felletin située dans le département de la Creuse et la région Nouvelle-Aquitaine. Ils produisent des tapisseries, des tapis, des moquettes.

## Les bâtiments
Le 1er février 1903 la société J. Chateauvert et O. Pinton, ayant pour objet la fabrication et la vente des tapis et tapisseries d'Aubusson, est créée (5 rue Feydeau dans les ateliers d'Hippolyte et Auguste Brunaud).
Vers 1930, la manufacture s'appelle alors Pinton frères.
Vers 1920, la société s'installe dans son siège social à Paris auquel est associé un bureau de vente, 9 rue du Sentier, puis 36 rue des Jeûneurs vers 1950-1960.
Entre 1955 et 1960, Pinton frères achète la manufacture Rivières des Borderies située 8 rue Quinault.
En 1973, Pinton Frères inaugurent un nouveau bâtiment (créé en 1973 par l'architecte Jean Willerval, architecte titulaire du Grand prix national de l'architecture en 1975) qui réunit les bureaux, un espace d'exposition et de vente, les ateliers.
Des années 1980 à 2002, les ateliers Pinton ont été associés à la société Les Fuses, mais travaillent aujourd'hui de manière indépendante.

## Activité
Dès le XVe siècle le nom de Pinton est associé à la tapisserie d’Aubusson.
La Manufacture Pinton est l'une des dernières à perpétuer la tradition de la tapisserie de basse-lisse à Felletin. Après avoir travaillé pour les plus grands artistes du XXe siècle (Pablo Picasso, Joan Miró, Salvador Dali, Jean Cocteau, Fernand Léger, Alexander Calder, Roland Oudot, Pierre Soulages, Jacques Vimard, Delaunay, Le Corbusier, René Magritte...) ils tissent des tapisseries pour les artistes d'aujourd'hui tels que Fernando Botero, Beatriz Milahzes ou encore Etel Adnan.
Les Ateliers Pinton sont aussi connus pour avoir tissé la plus grande tapisserie au monde, de 11,60 x 22,76 m= 262 m², du Christ en Gloire, d’après le carton de Graham Sutherland, Cathédrale de Coventry, achevée en février 1962, pour un coût de 274 000 francs.
Le grand salon des premières classes du Paquebot France fut décoré d'un tissage issu des ateliers Pinton.
La visite de la manufacture est possible pour apprendre les méthodes de fabrication des tapisseries d’Aubusson.

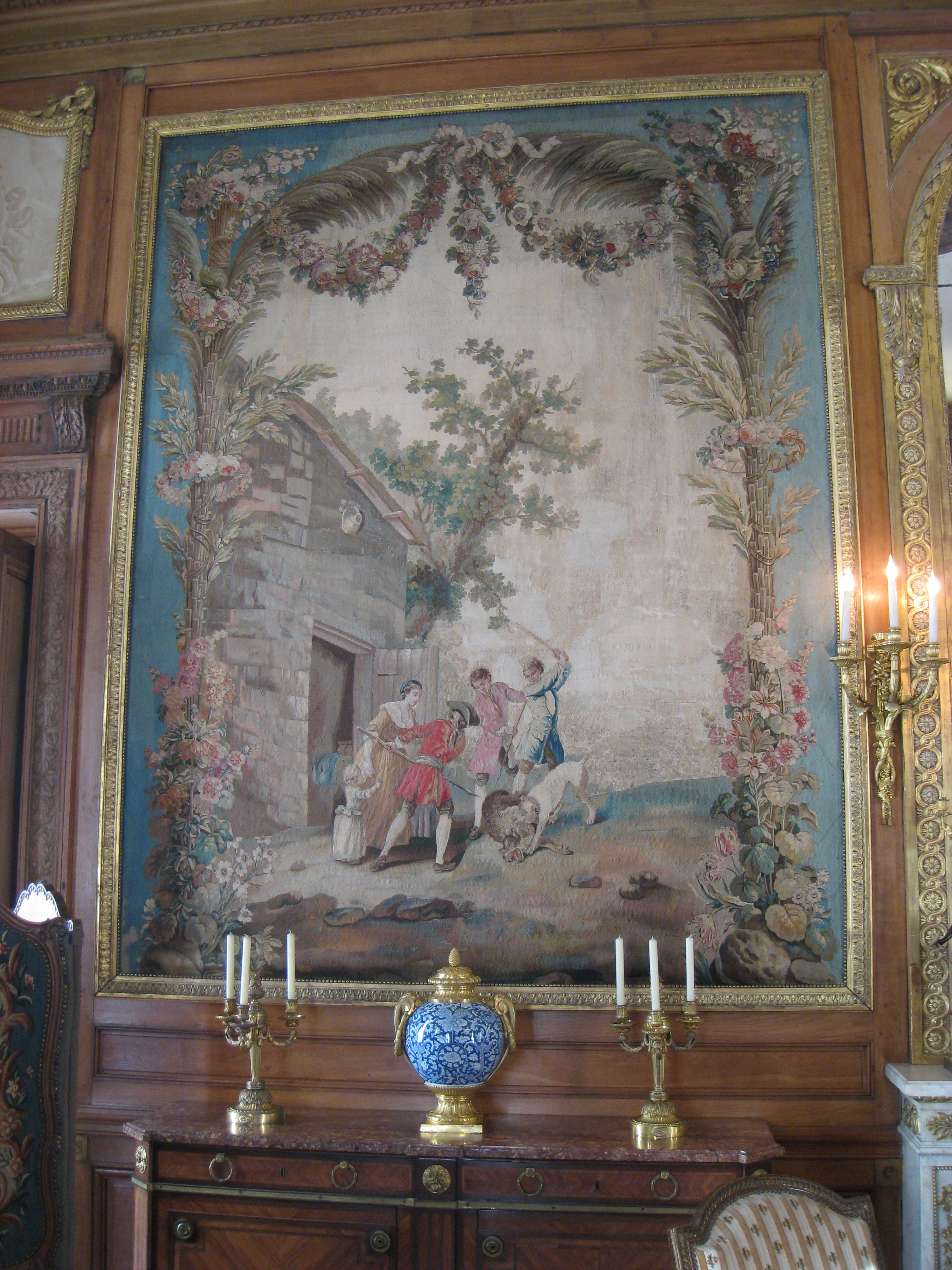
Un fable de La Fontaine de Jean-Baptiste Oudry : Musée Nissim-de-Camondo à Paris
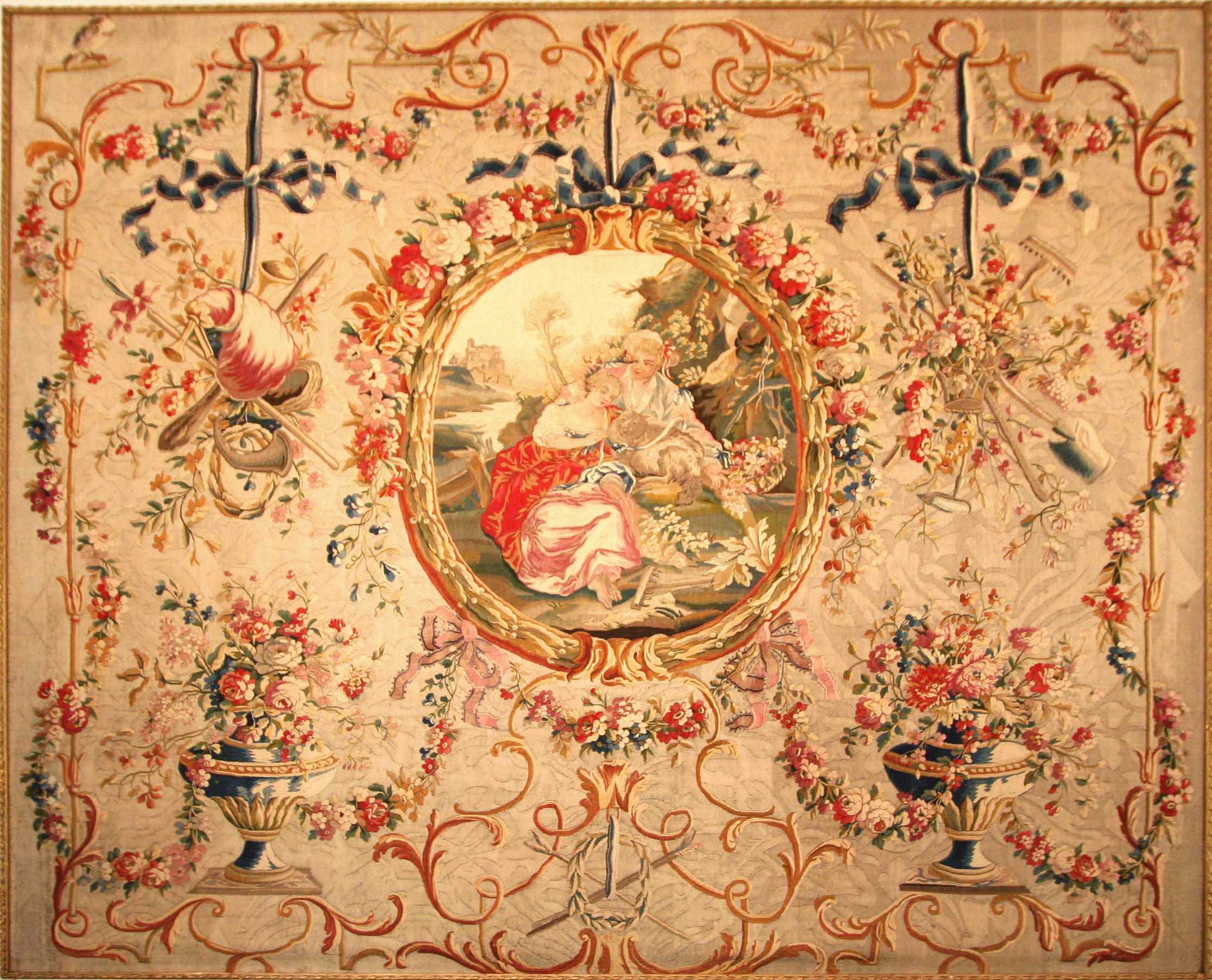
Tapisserie vers 1786 carton de J.B. Huet Musée Grobet-Labadié Marseille
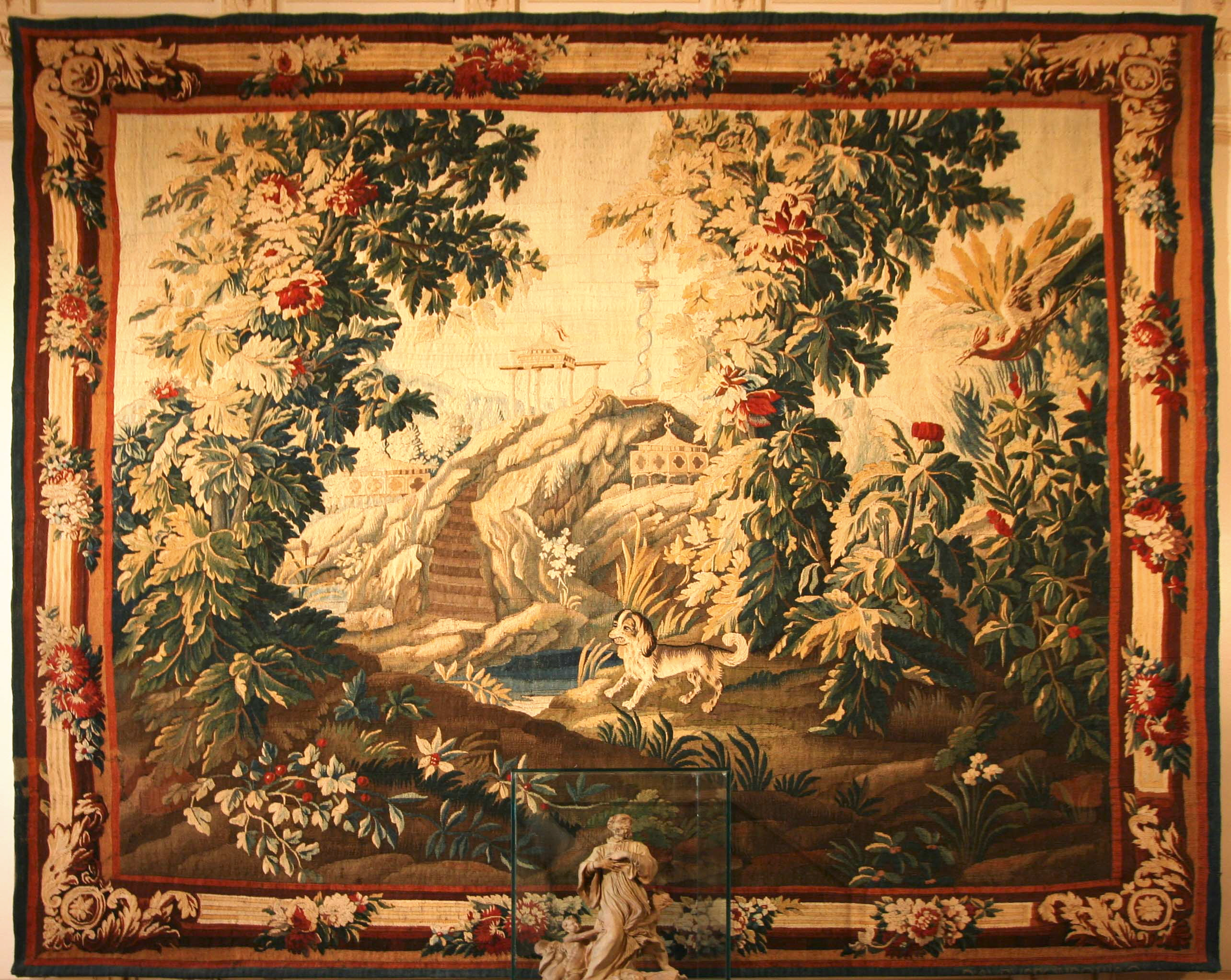
Paysage exotique Musée Grobet-Labadié Marseille
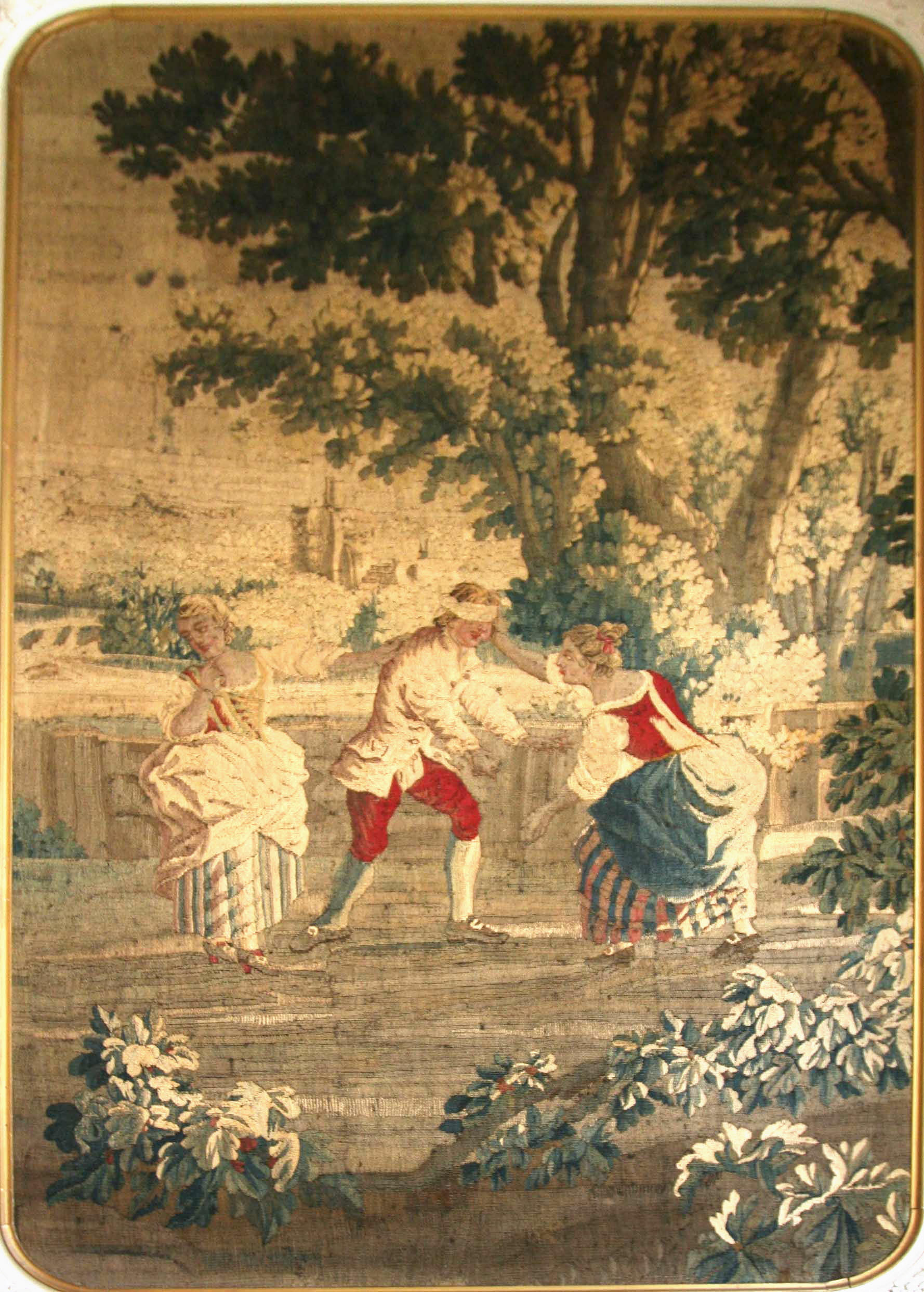
Jeu de collin maillard Musée Grobet-Labadié Marseille
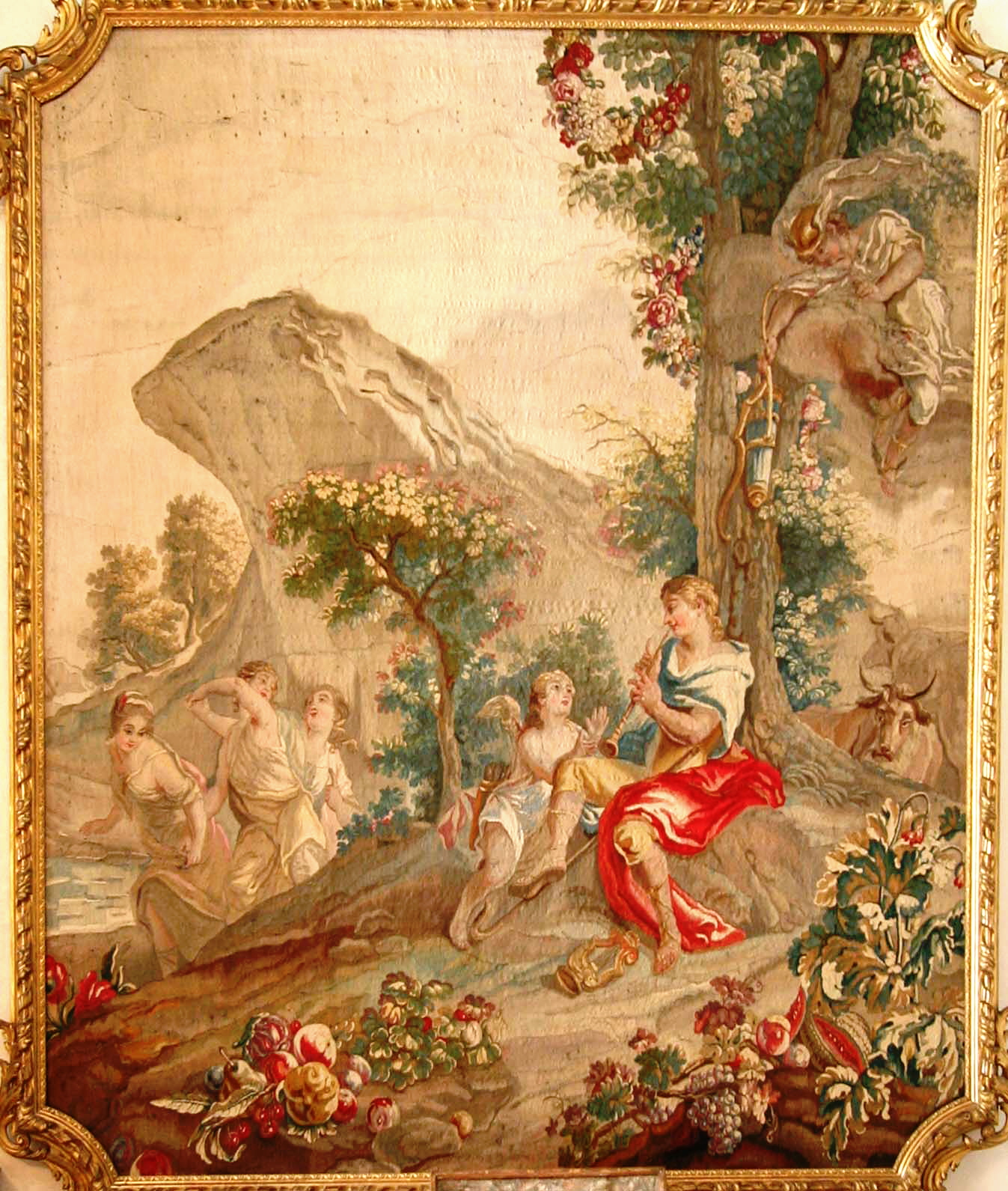
L'éducation d'Apollon Musée Grobet-Labadié Marseille
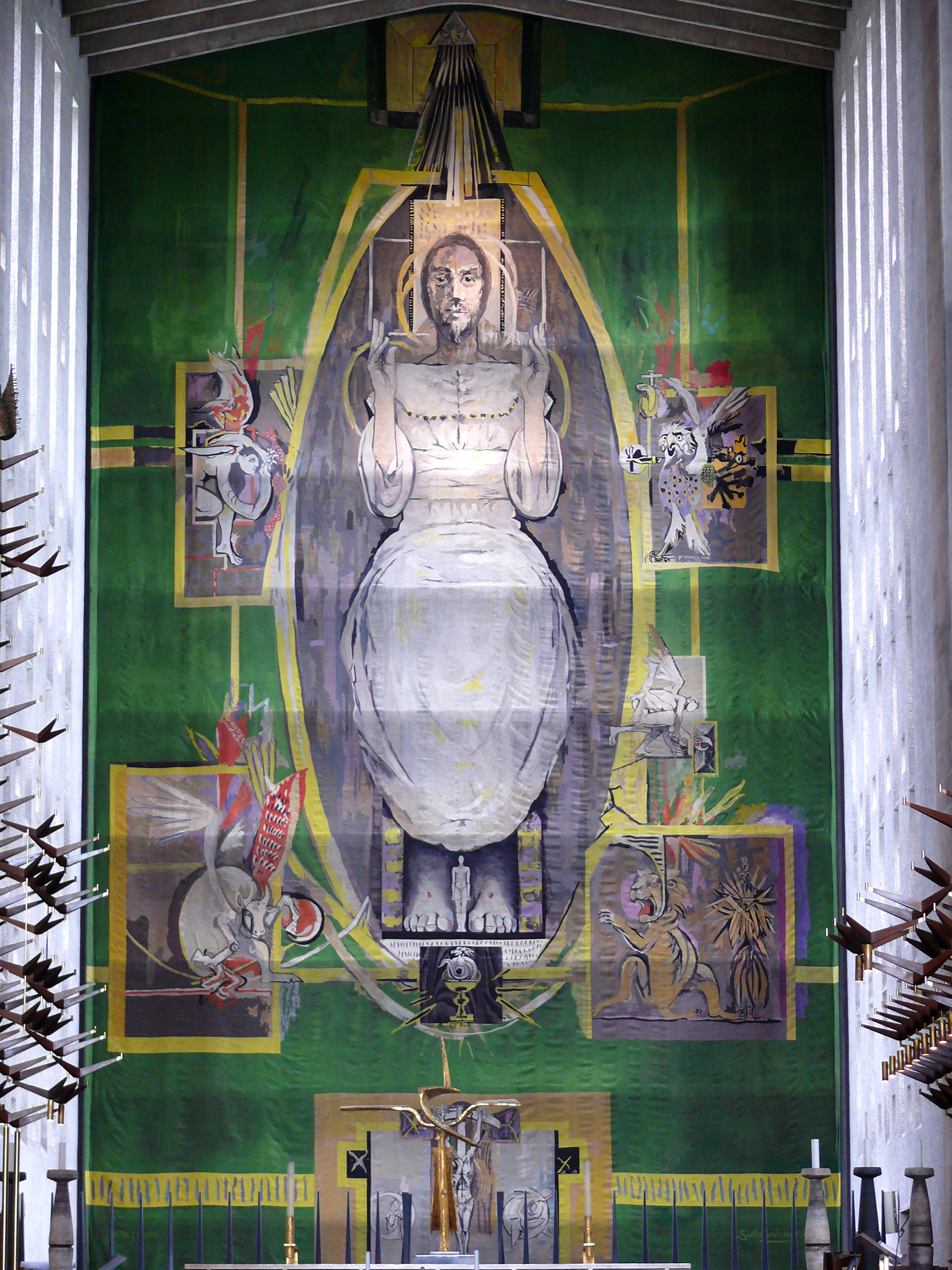
Christ en Gloire pour la Cathédrale de Coventry, carton de Graham Sutherland

Les Ateliers Pinton se sont spécialisés, depuis les années 90, dans la fabrication de tapis tuftés-main.